# Clement Attlee
Clement Richard Attlee, Graaf Attlee (Londen, Engeland, 3 januari 1883 – aldaar, 8 oktober 1967) was een Brits politicus van de Labour Party en premier van het Verenigd Koninkrijk van 1945 tot 1951.

## Levensloop
Attlee was van beroep advocaat. In 1908 trad hij toe tot de socialistische Labour Party. Hij diende in de Eerste Wereldoorlog in Frankrijk en het Midden-Oosten waar hij opklom tot de rang van majoor en ernstig gewond raakte. In 1921 huwde hij met Violet Milar en samen kregen ze vier kinderen. Attlee studeerde aan de Universiteit van Oxford.
Van 1922 tot 1955 zetelde hij in het House of Commons. In 1922 werd hij ook de privésecretaris van Labourleider Ramsay MacDonald. Onder MacDonald was hij van 1930 tot 1931 kanselier van het hertogdom van Lancaster en daarna was hij in 1931 enkele maanden Algemeen Postmeester.
Nadat in 1931 National Labour onder leiding van Ramsay MacDonald zich afscheurde van de Labourpartij en samen met de conservatieven en liberalen een regering vormden, werd hij in 1932 ondervoorzitter van zijn partij. Vervolgens werd hij in oktober 1935 partijleider en bleef dit tot in 1955. Van 1935 tot 1940 was hij in deze functie leider van de oppositie. Hij was een uitgesproken tegenstander van het fascisme en de appeasementpolitiek van Neville Chamberlain.
Na de uitbraak van de Tweede Wereldoorlog vormde Winston Churchill in mei 1940 een nationale regering. In deze regering werd Attlee van 1940 tot 1942 Lord Privy Seal, van 1942 tot 1943 minister bevoegd voor de Dominion en van 1943 tot 1945 Lord President of the Council. Tevens was hij van 1942 tot 1945 vicepremier. Hierdoor speelde hij als vervanger van Churchill en als leidinggever van werkgelegenheid en andere burgerzaken een cruciale rol tijdens de Tweede Wereldoorlog.
Ondanks zijn natuurlijke bescheidenheid en laconieke stijl van spreken, won Clement Attlee na de oorlog in 1945 de verkiezingen van Winston Churchill en werd zo de eerste minister-president van de Labour-partij die een volledige parlementaire termijn diende, en de eerste die een meerderheid in het Lagerhuis had. Hij was premier van 26 juli 1945 tot 26 oktober 1951. Ook bekleedde hij van 1945 tot 1951 de functie minister van Financiën. De regering die hij leidde voerde de welzijnsstaat in, onder meer door de invoering van de National Health Service in 1948, en nationaliseerde openbare instellingen om een beleid tot stand te brengen dat goedgekeurd werd door alle partijen. Hij ving ook de dekolonisatie van het Britse imperium aan met het verdrag van de Indische onafhankelijkheid. In 2004 werd hij verkozen tot succesvolste Britse premier van de 20e eeuw in een opiniepeiling onder politieke academici, die door MORI en de Universiteit van Leeds werd georganiseerd.
Na de verkiezingen van 1951 belandde Labour terug in de oppositie, waarna Attlee van 1951 tot 1955 opnieuw oppositieleider was. In november 1955 stopte hij als partijleider en verliet de politiek, waarna koningin Elizabeth II hem als graaf Attlee in de adelstand verhief. Hierdoor zetelde hij tot aan zijn dood in het Hogerhuis. In 1967 overleed hij aan de gevolgen van een longontsteking.
- Bibsys: 90097083
- Biblioteca Nacional de Chile: 000199363
- Biblioteca Nacional de España: XX1198262
- Bibliothèque nationale de France: cb11958645f (data)
- Catàleg d'autoritats de noms i títols de Catalunya: 981058515196406706
- CiNii: DA04531290
- Gemeinsame Normdatei: 118650882
- International Standard Name Identifier: 0000 0001 2128 0695
- Library of Congress Control Number: n82054997
- Nationale Bibliotheek van Letland: 000206684
- National Archives and Records Administration: 10568242
- Bibliotheek van het Japanse parlement: 00519666
- Nationale Bibliotheek van Tsjechië: skuk0000052
- Nationale bibliotheek van Australië: 36510999
- Nationale Bibliotheek van Israël: 987007277380505171
- Nationale Bibliotheek van Polen: a0000001867896
- Nederlandse Thesaurus van Auteursnamen: 069070687
- Réseau des bibliothèques de Suisse occidentale: 02-A002950131
- Istituto Centrale per il Catalogo Unico: CUBV010066
- LIBRIS: 278411
- SNAC: w6r50h2g
- Système universitaire de documentation: 027575799
- Trove: 1264327
- Virtual International Authority File: 36926306
- WorldCat: E39PBJyCJK6q9dJqq7yWwVbDbd

Walpole · 
Compton · 
Pelham · 
Pelham-Holles · 
Cavendish · 
Stuart · 
G. Grenville · 
Charles Watson-Wentworth · 
Pitt de Oudere · 
FitzRoy · 
North · 
Petty · 
Cavendish-Bentinck · 
Pitt de Jongere · 
Addington · 
W.W. Grenville · 
Perceval · 
Jenkinson · 
Canning · 
Robinson · 
Wellesley · 
Grey · 
Lamb · 
Peel · 
Russell · 
Smith-Stanley · 
Hamilton-Gordon · 
Temple · 
Disraeli · 
Gladstone · 
Gascoyne-Cecil · 
Primrose · 
Balfour · 
Campbell-Bannerman · 
Asquith · 
Lloyd George · 
Law · 
Baldwin · 
MacDonald · 
Chamberlain · 
Churchill · 
Attlee · 
Eden · 
Macmillan · 
Douglas-Home · 
Wilson · 
Heath · 
Callaghan · 
Thatcher · 
Major · 
Blair · 
Brown · 
Cameron · 
May · 
Johnson · 
Truss ·
Sunak ·
Starmer